# Frottement fluide

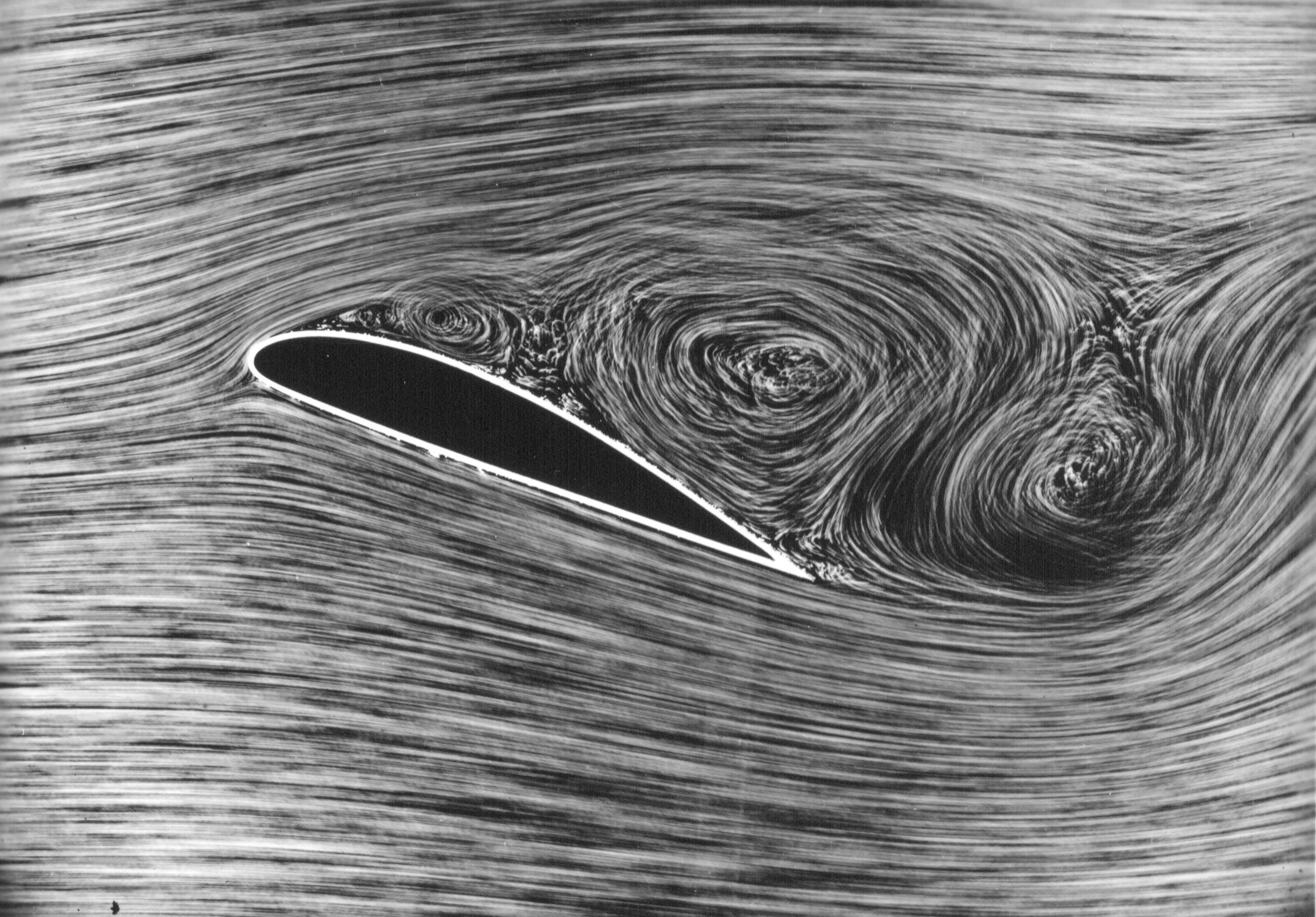
Écoulement d'air générant un frottement fluide autour d'un profil d'aile.

En mécanique des fluides, le frottement fluide est la force que reçoit un objet se déplaçant dans un fluide (liquide ou gazeux) de la part de ce fluide du fait de la viscosité de ce dernier. Cette force dépend de la vitesse relative de l'objet, de sa forme et des propriétés intrinsèques du fluide.

Le concept de frottement de l'air, par exemple, a longtemps été utilisé pour décrire globalement la traînée des corps dans l'air (la traînée d'un boulet de canon, par exemple) alors que l'on a appris depuis Du Buat que cette traînée était formée d'une composante due au jeu des pressions sur le corps (c'est la traînée de pression) et d'une composante due à l'action de la viscosité du fluide sur la surface des corps (c'est la traînée visqueuse ou traînée de friction, que l'on peut nommer frottement fluide).
L'exemple typique est celui d'une bille qui tombe dans un liquide très visqueux : plus elle va vite, plus la force de frottement fluide qui s'exerce sur elle est importante (car proportionnelle à la vitesse), jusqu'à ce que soit atteint un régime d'équilibre où la force de frottement, la poussée d'Archimède et la force de gravitation se compensent exactement : la vitesse de la bille devient alors constante (par la loi de Stokes). 
Les frottements fluides se produisent dans une multitude de problèmes de la vie courante : perte de charge dans une canalisation, frottement de l'eau sur une coque de bateau.
Il peut être déroutant au premier abord d'être confronté à une multitude de formules différentes décrivant la valeur d'une force de frottement appliquée à un objet. Cependant, toutes ces formules découlent de l'application des équations de Navier-Stokes en fonction de la situation étudiée. En effet, le paramètre clé est la vitesse d'écoulement. Les frottements fluides ne se quantifient pas de la même façon en fonction de la vitesse relative du fluide par rapport à l'objet : il existe différents domaines distincts où l'on appliquera une formule plutôt qu'une autre. Ces domaines sont délimités par les différents régimes d'écoulement (laminaire, turbulent, compressible), dépendant notamment du nombre de Reynolds de l'écoulement. 
Il existe des formules relativement simples, applicables dans certains cas de base. Cependant, dès lors que la géométrie de l'objet plongé dans le fluide se complexifie, il faut faire appel à des calculs numériques CFD ou à des essais physiques (à l'aide d'une soufflerie par exemple).

## Expressions globales des forces de frottement fluide
Au sein d'un écoulement, il est utile de savoir quelles sont les forces qui prédominent. En effet, à basse vitesse ce sont les forces de viscosité qui structurent l'écoulement. En revanche, à haute vitesse, ce sont les effets cinétiques qui prédominent. Pour déterminer dans quel cas nous nous situons, il suffit de calculer le nombre de Reynolds. 

### À faible vitesse

Écoulement à faible vitesse (laminaire) autour d'une sphère

Lorsque le nombre de Reynolds est très petit devant 1, l'écoulement se trouve dans un régime laminaire. Le passage du fluide ne génère pas de turbulences. Dans cette situation, la résolution des équations de Navier-Stokes engendre une expression des forces de frottement fluide proportionnelle à la vitesse.
{\displaystyle \mathbf {F} =K\times \mathbf {V} }
où:
- F : force de frottement fluide sur l'objet (en Newton).
- K : coefficient de frottement qui dépend de la géométrie de l'objet.
- V : vitesse du fluide par rapport à l'objet (en m/s).

Par exemple, dans le cas d'une sphère en déplacement lent dans un fluide l'on obtient la célèbre équation de Stokes: 
{\displaystyle {\displaystyle {\vec {F}}=-3\pi \,\mu \,D\,{\vec {v}}}}
avec {\displaystyle \mu } : viscosité dynamique (en kg m−1 s−1)
- D : diamètre de la sphère en m

où l'on peut identifier K comme étant égal à : 
{\displaystyle K=-3\pi \mu D}

Cette formule {\displaystyle {\displaystyle {\vec {F}}=-3\pi \,\mu \,D\,{\vec {v}}}} n'est en principe valide que pour les Reynolds diamétraux très inférieurs à 1 mais, dans la pratique, les mesures la confirment jusqu'au Reynolds unitaire.

La traînée de la sphère étant proportionnelle à sa longueur caractéristique (ici le diamètre) ainsi qu'à la vitesse du fluide, on peut faire appel au coefficient adimensionnel de résistance de Lamb (ainsi que le nomme Zdravkovich), ce coefficient adimensionnel pouvant aussi se nommer « {\displaystyle C_{x}} linéaire » (par opposition au {\displaystyle C_{x}} quadratique qui est significatif aux plus forts Reynolds comme décrit plus bas).
Ainsi, si l'on prend le diamètre {\displaystyle D} de la sphère comme longueur caractéristique, la traînée s'écrit {\displaystyle F=-3\pi \mu DV} et le {\displaystyle C_{x}} linéaire vaut {\displaystyle 3\pi }  (en référence au diamètre {\displaystyle D} de la sphère).
Pour connaître le {\displaystyle C_{x}} linéaire d'un objet quelconque, il faut procéder à une mesure sur un banc d'essai adapté. Il est également possible de procéder à des calculs mathématiques ou des calculs numériques sur des logiciels dédiés (voir à ce sujet l'article spécialisé écoulement de Stokes qui donne la valeur du {\displaystyle C_{x}} linéaire d'un certain nombre de corps).

### À vitesse modérée
Lorsque le nombre de Reynolds est compris entre 30 et 800 , l'écoulement se trouve dans un état intermédiaire, à mi-chemin entre un écoulement laminaire et turbulent. Dans cet intervalle, les équations de Navier-Stokes peuvent se simplifier (sous certaines hypothèses) pour arriver à une formule couramment utilisée :
{\displaystyle \mathbf {F} =K\times \mathbf {V} ^{1,4}}
où :
- F : force de frottement fluide sur l'objet (en Newton).
- K : coefficient de frottement qui dépend de la géométrie de l'objet.
- V : vitesse du fluide par rapport à l'objet (en m/s).

Pour reprendre l'exemple de la sphère nous avons : 
{\displaystyle F=\eta ^{0,5}\pi ^{-0,5}R^{2}V^{1,5}}
En fait, le problème est plus complexe, et cette estimation de la dépendance en V de la force F ne fait que donner "un ordre d'idée" de la dépendance réelle. La force réelle, trop complexe pour se résumer à une simple puissance de V, peut cependant, d'après les résultats expérimentaux, être bien approchée par une constante de proportionnalité que multiplie {\displaystyle V^{1,4}}.

### À vitesse élevée
À vitesse élevée, lorsque le nombre de Reynolds dépasse 1000 (ou 2000 selon les applications), l'écoulement se trouve en régime turbulent. La transition entre le régime de dépendance en {\displaystyle V^{1,4}} et le régime de dépendance en {\displaystyle V^{2}} se fait lorsqu'il se produit un décollement de la couche limite et qu'une importante zone de turbulence fait son apparition.
La formule présentée ci-dessous découle également des équations de Navier-Stokes. Il est possible de la retrouver en supprimant le terme de viscosité pour ne garder que le terme cinétique. On voit alors que l'équation fait intervenir un terme en {\displaystyle V\times \mathrm {grad} (V)} c'est-à-dire un terme de degré 2 en V. 
C'est cette formule qui est la plus utilisée couramment pour estimer les efforts de frottements fluides sur les véhicules terrestres, aéronefs, etc. : 
{\displaystyle F={\frac {1}{2}}\times \rho \times \ V^{2}\times C_{x}\times S}
où :
- F est la force de frottement fluide sur l'objet (en Newton) ;
- {\displaystyle \rho } est la masse volumique du fluide en kg/m3 ;
- V est la vitesse du fluide par rapport à l'objet (en m/s) ;
- S est l'aire du solide selon la direction perpendiculaire à la vitesse ;
- {\displaystyle C_{x}} est le coefficient de traînée qu'il convient de nommer {\displaystyle C_{x}} quadratique pour le différencier du {\displaystyle C_{x}} linéaire existant dans les écoulements de Stokes.

### Sur toute la plage des nombres de Reynolds pour la sphère

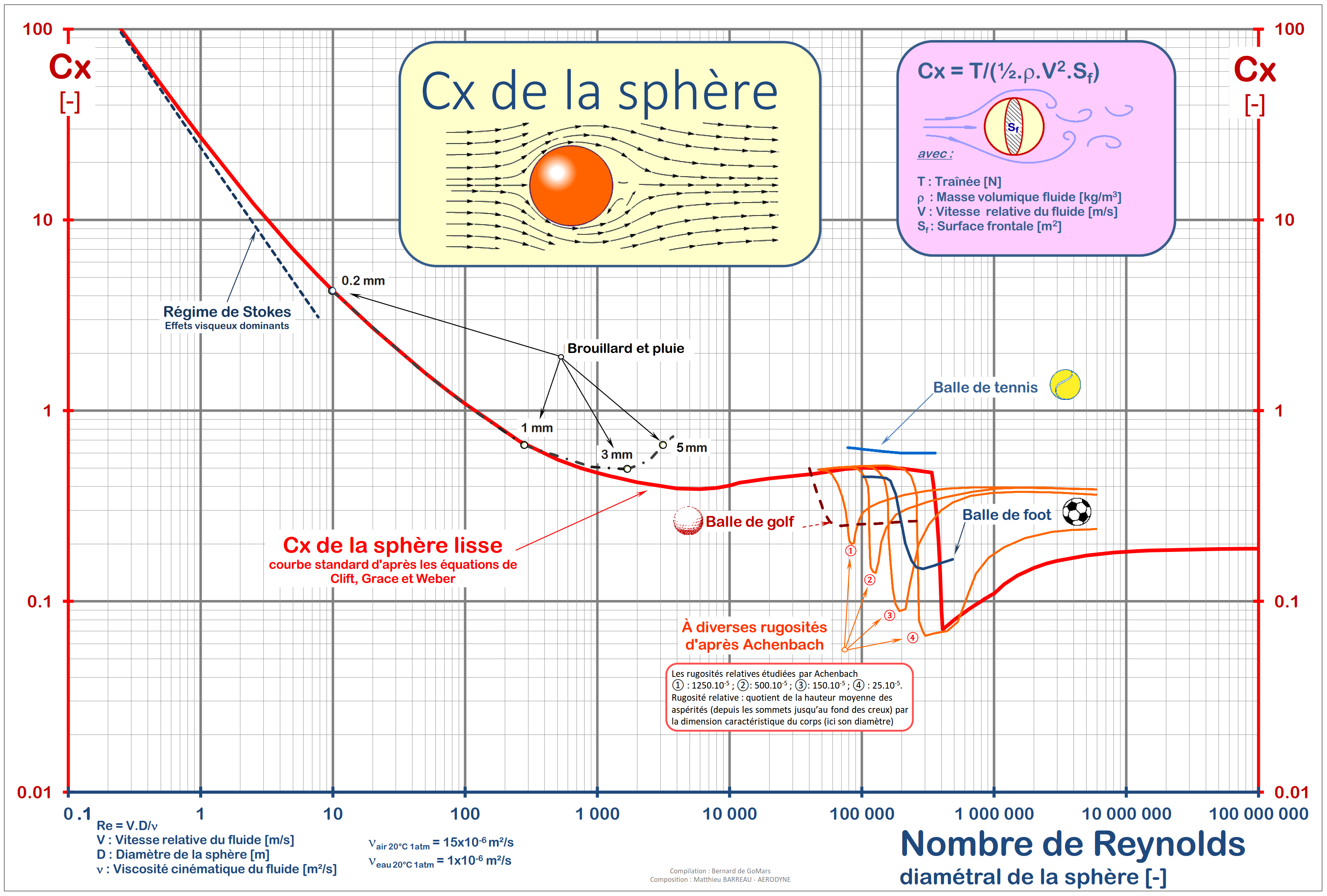
Cx quadratique de la sphère selon le Reynolds

À titre d'exemple, il est possible de représenter le coefficient de traînée quadratique (ou {\displaystyle C_{x}} quadratique) de la sphère sur toute la plage des nombres de Reynolds possible, bien que ce {\displaystyle C_{x}} quadratique n'ait pas de signification physique aux très bas Reynolds.
Comme on le voit sur ce graphe, l'évolution du {\displaystyle C_{x}} quadratique de la sphère avec le Reynolds est très complexe ; elle indique même une brusque chute (d'un facteur 5) lors de la fameuse crise de traînée de la sphère lisse.
À gauche du graphe, cependant, pour les faibles Reynolds, le {\displaystyle C_{x}} quadratique est représenté par une droite oblique, la tangente de Stokes, ce qui tend « à donner l’impression que la résistance aux bas Reynolds prend des valeurs énormes » [nous citons ici Zdravkovich] et qu'il y existerait un effet Reynolds ; il n'en est rien et cette droite oblique correspond à un {\displaystyle C_{x}} linéaire constant {\displaystyle C_{xLin}=3\pi \mu D} si {\displaystyle D} est le diamètre de la sphère, la Traînée ne souffrant, aux faibles Reynolds, d'aucun effet Reynolds (spécialement parce qu'elle y est indépendante du Reynolds, pourvu qu'il soit très faible).

## Expression locale des forces de frottement fluide

### Définition
La loi de frottement locale caractérise le comportement rhéologique d'un fluide. Les fluides les plus courants obéissent à la loi indiquée ci-dessous, on dit qu'ils sont newtoniens (ou qu'ils ont un comportement newtonien). D'autres fluides (diverses pâtes, certaines peintures, les boues, les laves, etc.) ont un comportement différent, mais on les considère parfois comme newtoniens, en première approximation.

#### Cas des fluides newtoniens
La force de frottement fluide exercée par une couche de fluide (newtonien) sur une autre ou par un fluide newtonien sur une paroi solide s'exprime localement sous la forme d'une force par unité de surface :
{\displaystyle \mathrm {d} {\vec {F}}=\eta \,{\frac {\mathrm {d} {\vec {v}}_{\parallel }}{\mathrm {d} z}}\,\mathrm {d} S}
où :
{\displaystyle \mathrm {d} S} est une portion de surface (infinitésimale), de la paroi ou au sein du fluide ;
{\displaystyle \mathrm {d} {\vec {F}}} est la force de frottement exercée par le fluide sur la surface {\displaystyle \mathrm {d} S} ;
{\displaystyle {\vec {v}}_{\parallel }} est la vitesse tangentielle, c'est-à-dire la composante parallèle à la surface de la vitesse {\displaystyle {\vec {v}}} (vitesse du fluide pour le frottement interne, vitesse relative du fluide et du solide pour le frottement sur une paroi) ;
{\displaystyle z} est la distance à la surface ;
{\displaystyle \eta } est la viscosité du fluide.
La dérivée ci-dessus est prise en un point de la surface. Quand c'est à une paroi solide qu'on s'intéresse la vitesse relative du fluide et de la paroi s'annule au point de contact.

#### Fluides non newtoniens
Si le comportement du fluide diffère de l'équation décrite ci-dessus, le fluide sera alors non newtonien. Il existe plusieurs types de fluides non newtoniens.

## Exemple d'application en mécanique du point
La force de frottement (globale) exercée sur un objet solide en mouvement (par rapport au fluide qui l'entoure) est la résultante des forces de frottement (locales) exercées en tous les points de sa surface de contact avec le fluide.
La force de frottement globale dépend de la vitesse du solide (relativement au fluide à grande distance des parois). Dans le cas d'un fluide newtonien :
- quand la vitesse relative est suffisamment faible (écoulement de Stokes), la force de frottement globale est proportionnelle à cette vitesse relative ;
- à plus grande vitesse relative la relation entre force et vitesse se complique en raison des turbulences dans le fluide, mais à suffisamment grande vitesse la force de frottement globale devient proportionnelle au carré de la vitesse relative.

### Exemple pour un frottement fluide proportionnel à la vitesse
Étudions l'exemple cité plus haut de la bille qu'on lâche dans un liquide. Ce modèle n'est valable que pour des vitesses très faibles ({\displaystyle v<} 5 m/s dans l'air par exemple).
Soit une bille de masse m. Dans certaines conditions (notamment un nombre de Reynolds faible) on peut admettre que la force de frottement fluide qui s'exerce sur elle est de la forme {\displaystyle {\vec {F}}=-k\,{\vec {v}}}, où k représente le coefficient de résistance de l'objet (la bille) dans le liquide en question. k dépend de la forme de l'objet (en l'occurrence pour la bille de son diamètre), de la viscosité du fluide et de la facilité qu'a la matière constituant l'objet de pénétrer le liquide. Le coefficient k  s'exprime en kg/s ou en N s/m.
L'équation décrivant le déplacement de la bille est donnée par le principe fondamental de la dynamique : 
{\displaystyle m\,{\frac {\mathrm {d} {\vec {v}}}{\mathrm {d} t}}=m\,{\vec {g}}-k\,{\vec {v}}},
où {\displaystyle {\vec {g}}} est la pesanteur terrestre. En projetant cette équation sur un axe vertical ascendant ({\displaystyle {\vec {v}}=v_{y}\,{\vec {e}}_{y}} ; {\displaystyle {\vec {g}}=-g\,{\vec {e}}_{y}}), on a
{\displaystyle m\,{\frac {\mathrm {d} v_{y}}{\mathrm {d} t}}=-m\,g-k\,v_{y}},
qui se résout en tant qu'équation différentielle du premier ordre à coefficients constants et à second membre, dont la solution s'écrit
{\displaystyle v_{y}=-{\frac {mg}{k}}\left(1-e^{{\frac {-k}{m}}t}\right)}
en prenant comme condition initiale une vitesse nulle (à t = 0). Cette vitesse est bien négative puisque la bille tombe.
{\displaystyle {\frac {{\rm {d}}v_{y}}{{\rm {d}}t}}=-ge^{{\frac {-k}{m}}t}}
Au bout d'un certain temps (t ~ 5m/k), la vitesse tend vers une valeur constante (vitesse limite) donnée par
{\displaystyle v_{limit}={\frac {ma}{k}}=-{\frac {mg}{k}}}.
L'équation peut donc s'écrire :
{\displaystyle v_{y}=(v_{0y}-v_{limit})e^{{\frac {-k}{m}}t}+v_{limit}}
{\displaystyle y_{t}={\frac {m}{k}}(v_{0y}-v_{limit})(1-e^{{\frac {-k}{m}}t})+v_{limit}t+y_{0}}
Ce comportement d'une vitesse qui tend vers une valeur constante tant qu'une force s'exerce a longtemps été érigé en principe fondamental par Aristote, ce qui a ralenti le développement de la mécanique moderne, qui explique que le mouvement peut perdurer en l'absence de forces extérieures (et donc de forces de frottement).

### Échauffement dû aux écoulements supersoniques et hypersoniques
Comme on le sait, la rentrée atmosphérique des objets naturels (météores) ou faits de mains d'homme (vaisseaux spatiaux) se produit toujours avec grand dégagement de chaleur (ce qui a pour effet bénéfique de diminuer fortement l'énergie cinétique de ces corps, donc de les ralentir). Cependant, contre-intuitivement, ce grand dégagement de chaleur n'est pas dû à l'échauffement exacerbé de la couche limite entourant le corps (c.-à-d. à la friction de l'air sur sa surface). Cet échauffement est dû principalement à la compression rapide de l'air à l'avant du corps.